# SBS 12 뉴스
《SBS 12 뉴스》(SBS 12 NEWS)는 SBS TV에서 매주 평일 오후 12시에 방송 중인 낮 종합 뉴스 프로그램이다.

## 프로그램 소개
SBS를 대표하는 낮 종합 뉴스

## 개요
SBS 12시 뉴스로 읽는다.

## 방송 시간
- 현재 방송 시간은 2025년 5월 7일부터 기준으로 한다.
- 명절·공휴일에는 10분 동안 SBS 뉴스로 방송·편성된다.
- 긴급·특집 뉴스가 방송되면 SBS 뉴스특보·특집 SBS 12 뉴스로 방송·편성된다.

| 방송 채널 | 방송 기간                          | 방송 시간                                                                              |
| SBS TV    |                                    |                                                                                        |
| --------- | ---------------------------------- | -------------------------------------------------------------------------------------- |
| SBS TV    | 1991년 12월 9일 ~ 1992년 11월 28일 | 월요일 ~ 토요일 오전 9시 45분 ~ 10시 (15분)                                            |
| SBS TV    | 1992년 11월 30일 ~ 1996년 3월 2일  | 월요일 ~ 토요일 오전 9시 40분 ~ 10시 (20분)                                            |
| SBS TV    | 1996년 3월 4일 ~ 1998년 1월 2일    | 평일 오전 11시 40분 ~ 12시 (20분)                                                      |
| SBS TV    | 1998년 1월 5일 ~ 2003년 10월 31일  | 평일 오전 10시 40분 ~ 11시 10분 (30분)                                                 |
| SBS TV    | 2003년 11월 3일 ~ 2006년 3월 10일  | 평일 오전 10시 40분 ~ 11시 30분 (50분)                                                 |
| SBS TV    | 2006년 3월 13일 ~ 2008년 1월 11일  | 평일 오전 10시 40분 ~ 11시 35분 (55분)                                                 |
| SBS TV    | 2008년 1월 14일 ~ 2008년 11월 28일 | 평일 오전 10시 40분 ~ 낮 12시 25분 (1시간 45분)                                        |
| SBS TV    | 2008년 12월 1일 ~ 2009년 4월 24일  | 평일 낮 12시 ~ 12시 30분 (30분)                                                        |
| SBS TV    | 2009년 10월 5일 ~ 2014년 10월 24일 | 평일 낮 12시 ~ 12시 30분 (30분)                                                        |
| SBS TV    | 2009년 4월 27일 ~ 2009년 10월 1일  | 평일 낮 12시 ~ 오후 1시 (1시간)                                                        |
| SBS TV    | 2014년 10월 27일 ~ 2015년 7월 3일  | 평일 낮 12시 ~ 12시 45분 (45분)                                                        |
| SBS TV    | 2025년 5월 7일 ~ 현재              | 평일 낮 12시 ~ 12시 45분 (45분)                                                        |
| SBS TV    | 2015년 7월 6일 ~ 2015년 11월 20일  | 평일 낮 12시 ~ 12시 50분 (50분)                                                        |
| SBS TV    | 2016년 2월 15일 ~ 2020년 4월 17일  | 평일 낮 12시 ~ 12시 50분 (50분)                                                        |
| SBS TV    | 2020년 6월 15일 ~ 2025년 5월 2일   | 평일 낮 12시 ~ 12시 50분 (50분)                                                        |
| SBS TV    | 2015년 11월 23일 ~ 2016년 2월 12일 | 평일 오전 11시 50분 ~ 낮 12시 45분 (55분)                                              |
| SBS TV    | 2020년 4월 20일 ~ 2020년 6월 12일  | 매주 월요일 ~ 목요일 낮 12시 ~ 12시 50분 (50분) 매주 금요일 낮 12시 ~ 12시 40분 (40분) |

## 앵커
- 현재 앵커 방송 중 남성은 2020년 12월 14일부터, 여성은 2025년 6월 23일부터 기준으로 한다.

### 남성
| 대수 | 진행자                       | 진행 기간                          | 비고         |
| ---- | ---------------------------- | ---------------------------------- | ------------ |
| 1대  | 신우선 前 기자               | 1994년 1월 31일 ~ 1996년 7월 19일  |              |
| 2대  | 신용철 前 아나운서팀 부국장  | 1996년 7월 22일 ~ 1998년 4월 3일   |              |
| 3대  | 故 김태욱 前 아나운서팀 국장 | 1998년 4월 6일 ~ 2002년 11월 1일   |              |
| 4대  | 김정일 아나운서팀 부장       | 2002년 11월 4일 ~ 2005년 4월 22일  |              |
| 5대  | 故 김태욱 前 아나운서팀 국장 | 2005년 4월 25일 ~ 2008년 11월 28일 | [ 1 ]        |
| 6대  | 박광범 아나운서팀 부장       | 2008년 1월 14일 ~ 2009년 4월 24일  | [ 3 ]        |
| 7대  | 신용철 前 아나운서팀 부국장  | 2009년 4월 27일 ~ 2010년 3월 8일   | [ 4 ]        |
| 8대  | 박광범 아나운서팀 부장       | 2010년 3월 9일 ~ 2010년 12월 31일  | [ 6 ]        |
| 9대  | 김정일 아나운서팀 부장       | 2011년 1월 3일 ~ 2011년 11월 4일   | [ 7 ]        |
| 10대 | 박광범 아나운서팀 부장       | 2011년 11월 7일 ~ 2016년 12월 30일 | [ 9 ] [ 10 ] |
| 11대 | 박상도 아나운서팀장          | 2017년 1월 2일 ~ 2020년 12월 11일  | [ 11 ]       |
| 12대 | 염용석 아나운서팀 부장       | 2020년 12월 14일 ~ 현재            | [ 12 ]       |

### 여성
| 대수 | 진행자                    | 진행 기간                           | 비고          |
| ---- | ------------------------- | ----------------------------------- | ------------- |
| 1대  | 유영미 前 아나운서팀 부장 | 1994년 1월 31일 ~ 1996년 7월 19일   |               |
| 2대  | 김성경 前 아나운서        | 1996년 7월 22일 ~ 1998년 4월 3일    |               |
| 3대  | 유영미 前 아나운서팀 부장 | 1998년 4월 6일 ~ 2006년 3월 10일    | [ 13 ]        |
| 4대  | 이혜승 아나운서           | 2006년 3월 13일 ~ 2006년 11월 24일  |               |
| 5대  | 유영미 前 아나운서팀 부장 | 2006년 11월 27일 ~ 2008년 11월 28일 | [ 15 ]        |
| 6대  | 정미선 아나운서팀 차장    | 2008년 1월 14일 ~ 2009년 4월 24일   |               |
| 7대  | 유영미 前 아나운서팀 부장 | 2009년 4월 27일 ~ 2011년 12월 30일  | [ 16 ]        |
| 8대  | 윤소영 前 아나운서        | 2012년 1월 2일 ~ 2013년 9월 17일    | [ 17 ]        |
| 9대  | 이혜승 아나운서           | 2013년 9월 30일 ~ 2014년 8월 29일   | [ 19 ]        |
| 10대 | 윤현진 아나운서           | 2014년 9월 1일 ~ 2015년 5월 1일     |               |
| 11대 | 최혜림 아나운서           | 2015년 5월 4일 ~ 2015년 11월 20일   | [ 20 ]        |
| 12대 | 윤현진 아나운서           | 2015년 11월 23일 ~ 2016년 10월 21일 | [ 21 ] [ 22 ] |
| 13대 | 이병희 아나운서팀 차장    | 2016년 10월 24일 ~ 2017년 1월 3일   | [ 23 ]        |
| 14대 | 김소원 아나운서팀 부장    | 2017년 1월 16일 ~ 2023년 5월 18일   | [ 24 ]        |
| 15대 | 이병희 아나운서팀 차장    | 2023년 5월 19일 ~ 현재              | [ 25 ] [ 26 ] |

## 기상 캐스터
- 안수진 SBS 기상 캐스터

## 한국 수어
- 안규순 수어 통역사
- 장진석 수어 통역사

KNN 지방 제외 : 2022년 3월 1일 ~ 현재

## 코너

### 방영 코너
| 코너명            | 진행자 |
| ----------------- | --- |
| 오늘의 주요 뉴스  | 염용석 아나운서팀 부장, 이병희 아나운서팀 차장 |
| 이 시각 증시      | 최민지 NH투자증권 아나운서, 신경민 NH투자증권 아나운서 |
| 경제 365          | 경제부 기자 |
| 문화현장          | 월요일 : 새로 나온 책 (이주상 기자) 화요일 : 미술 전시 (이주상 기자) 수요일 : 공연·연극 (박재현 기자) 목요일 : 새롭게 개봉한 영화 (김광현 기자)              |
| 수도권 소식       | 월요일 : 인천지국 (김호선 기자) 화요일 : 의정부지국 (서쌍교 기자) 수요일 : 성남지국 (유영수 기자) 목요일 : 수원지국 (한주한 기자) 금요일 : 서울시청 (무작위) |
| 월드 리포트       | |
| 스포츠 투데이     | 스포츠부 기자 |
| 고속도로 교통상황 | 한국도로공사 교통방송 고속도로 교통 캐스터 |
| 날씨              | 안수진 기상 캐스터 |
| 클로징            | 염용석 아나운서팀 부장, 이병희 아나운서팀 차장 |

### 오늘의 주요 뉴스
헤드라인 코너. 《SBS 뉴스와 생활경제》 시절인 2004년 3월 1일부터 신설됐으며 당시에는 자막만을 표시하는 형식이었으나 2014년 5월 18일에 폐지됐다가 2014년 5월 19일부터 재신설되면서 자료 화면까지 보여주는 형식으로 변경됐다.

### 이 시각 증시
증권 시황 코너. 최민지 NH투자증권 아나운서, 신경민 NH투자증권 아나운서가 격주로 진행하며 《SBS 10 뉴스》, 《SBS 오 뉴스》에서도 공통으로 방송된다.

### 경제 365
경제 뉴스 코너. 《SBS 뉴스와 생활경제》 시절부터 방송되었으며 경제부 기자들이 격주로 진행한다.

### 문화 현장
문화 뉴스 코너.
- 월요일 : 새로 나온 책 (이주상 기자)
- 화요일 : 미술 전시 (이주상 기자)
- 수요일 : 공연·연극 (박재현 기자)
- 목요일 : 새롭게 개봉한 영화 (김광현 기자)

### 수도권 소식
수도권 뉴스 코너.
- 월요일 : 인천지국 (김호선 인천지국 기자)
- 화요일 : 의정부지국 (서쌍교 의정부지국 기자)
- 수요일 : 성남지국 (유영수 성남지국 기자)
- 목요일 : 수원지국 (한주한 수원지국 기자)
- 금요일 : 서울시청 (무작위)

### 월드 리포트
국제 뉴스 코너.

### 스포츠 투데이
스포츠 뉴스 코너. 스포츠부 기자들이 격일로 진행한다. 본래 명칭은 스포츠 월드였으나 2024년 6월 10일부터 현재의 스포츠 투데이로 변경됐다.

### 고속도로 교통 상황
고속도로 교통 상황을 중계하는 코너. 한국도로공사 교통방송 고속도로 교통 캐스터가 진행하며 《SBS 오 뉴스》에서도 공통으로 방송된다.

### 날씨
기상 정보 코너.

## 타이틀 변천사
- 현재 타이틀은 2009년 10월 5일부터 기준으로 한다.

| 기수 | 프로그램 타이틀     | 방송 기간                         |
| ---- | ------------------- | --------------------------------- |
| 1기  | SBS 뉴스            | 1991년 12월 9일 ~ 1994년 1월 27일 |
| 2기  | SBS 뉴스라인        | 1994년 1월 31일 ~ 1998년 4월 3일  |
| 3기  | SBS 뉴스와 생활경제 | 1998년 4월 6일 ~ 2009년 10월 2일  |
| 4기  | SBS 12 뉴스         | 2009년 10월 5일 ~ 현재            |

## 지역 방송국 프로그램
- 오후 12시 25분부터 지역 뉴스를 방송·편성한다.
- JTV TV(DMB TV에서는 광주 프로그램 편성), JIBS TV는 지역 뉴스를 방송·편성하지 않고 본사 수중계로 뉴스를 방송한다.

| 방송국 | 방송 권역                          | 프로그램           | 진행자         |
| ------ | ---------------------------------- | ------------------ | -------------- |
| kbc TV | 광주광역시 전라남도                | 민방 네트워크 뉴스 | 황인찬, 강민지 |
| G1 TV  | 강원특별자치도                     | 민방 네트워크 뉴스 | 황인찬, 강민지 |
| TJB TV | 대전광역시 세종특별자치시 충청남도 | 민방 네트워크 뉴스 | 황인찬, 강민지 |
| CJB TV | 충청북도                           | 민방 네트워크 뉴스 | 황인찬, 강민지 |
| KNN TV | 부산광역시 경상남도                | 민방 네트워크 뉴스 | 황인찬, 강민지 |
| ubc TV | 울산광역시                         | 민방 네트워크 뉴스 | 황인찬, 강민지 |
| TBC TV | 대구광역시 경상북도                | 민방 네트워크 뉴스 | 황인찬, 강민지 |

## 편성 변경
- 2020년 10월 27일 : 《월화 드라마 펜트하우스 (재방송)》 편성으로 인해 20분 동안 방송·편성
- 2021년 1월 8일 : 코로나19 백신 국회 긴급 현안 질문 뉴스 특보 편성으로 인해 30분 늦게 시작해 20분 동안 방송·편성
- 2024년 2월 20일 : 오전 11시 40분부터 《요리조리 맛있는 수업》 편성으로 인해 낮 12시 10분으로 편성 변경, 10분 단축 편성
- 2024년 2월 21일 : 오전 11시 55분부터 《헬로 카봇 X》 편성으로 인해 낮 12시 10분으로 편성 변경, 10분 단축 편성
- 2024년 5월 24일 : 오전 10시 40분부터 《2024 SBS 희망 TV 기부 콘서트 2부》 편성으로 인해 낮 12시 20분으로 편성 변경
- 2024년 11월 7일 : 《중계 방송 윤석열 대통령 대국민 담화 및 기자 회견》 편성으로 인해 낮 12시 10분으로 편성 변경

## 결방
- 2018년 2월 9일 ~ 2018년 2월 23일 : 《2018 평창 동계 올림픽》 중계 방송으로 인해 결방
- 2018년 8월 20일 ~ 2018년 8월 23일, 2018년 8월 28일 ~ 2018년 8월 30일 : 《2018 자카르타 팔렘방 아시안 게임》 중계 방송으로 인해 결방
- 2020년 9월 10일 : 《2020 PBA 팀리그 개막전》 중계 방송으로 인해 결방
- 2020년 10월 28일 : 《월화 드라마 펜트하우스 (재방송)》 편성으로 인해 결방

## 경쟁 프로그램
- KBS 뉴스 12 (KBS 1TV)
- 12 MBC 뉴스 (MBC TV)
- YTN 뉴스NOW (YTN)
- 뉴스센터 (연합뉴스TV)